# Sunstar-Holding
Die 1969 gegründete und an der elektronischen Handelsplattform OTC-X der Berner Kantonalbank gelistete Sunstar-Holding AG mit Sitz in Liestal/BL besitzt und betreibt 10 Ferienhotels überwiegend im 4-Sterne-Segment in den Schweizer Bergen, im Tessin und im Piemont mit insgesamt 1'930 Betten. Die Hotelgruppe beschäftigt rund 400 Mitarbeiter und erwirtschaftete im Geschäftsjahr 2016/17 einen Umsatz von rund 48 Millionen Schweizer Franken. 

## Tätigkeitsgebiet
Die Unternehmensgruppe konzentriert sich mehrheitlich auf Viersterne-Hotels in den Kantonen Graubünden, Berner Oberland, Wallis, Tessin und Piemont, die sie unter der Marke Sunstar Hotels führt.

## Geschichte
Das Unternehmen wurde 1969 von Fritz Buser und Ernst Rieder gegründet. Im gleichen Jahr nahm es in Davos das erste Hotel in Betrieb, dem 1970 eines in Lenzerheide, 1971 eines in Grindelwald und 1973 ein weiteres in Davos folgten. 
Wegen der stark anziehenden Baukosten und Grundstückspreise Mitte der 1970er Jahre musste Sunstar aus Renditeüberlegungen ihre Geschäftspolitik, jährlich ein Hotel zu bauen, aufgeben. Das Unternehmen konzentrierte sich daher auf in Schwierigkeiten geratene Hotels und erwarb in der Folge je ein Hotel in Flims (1977), Villars (1979) und Wengen (1981).
Nach einer längeren Konsolidierungsphase nahm Sunstar ab 1998 ihre Expansion wieder auf und übernahm ein Hotel in Arosa. Gleichzeitig stieg die Unternehmensgruppe in die Ferienwohnrechtsbranche ein. 2003 verkaufte Sunstar das Hotel in Villars und erwarb ein Jahr später eines in Klosters, im 2010 eines in Zermatt und im 2011 eines in Saas-Fee. Per 1. Mai 2013 integrierte Sunstar die beiden Privilège Hotels "Villa Caesar" in Brissago und "Castello di Villa" im Piemont in die Sunstar Gruppe. 